# Naram-Sin z Esznunny

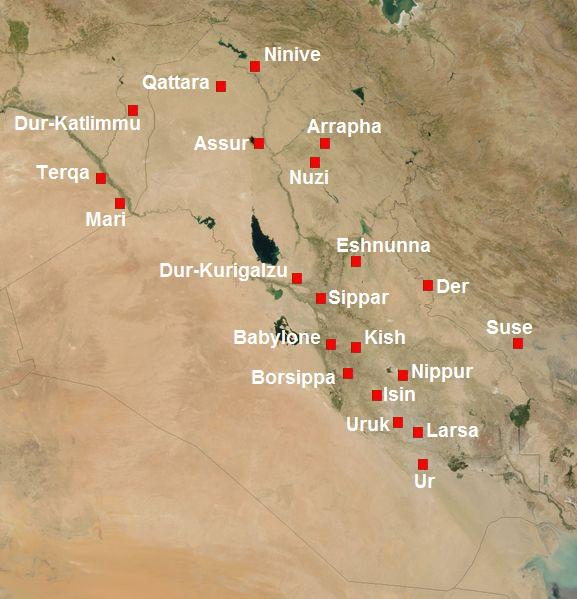
Mapa Mezopotamii w II tysiącleciu p.n.e. - zaznaczone miasta Aszur (Assur) i Esznunna (Eshnunna)

Naram-Sin (akad. Narām-Sîn, tłum. „ukochany przez boga Sina”) – władca Esznunny nad rzeką Dijalą, syn i następca Ipiq-Adada II; panował w 2 poł. XIX w. p.n.e. Współczesny Szamszi-Adadowi I z Asyrii i Jahdun-Limowi z Mari, sprzymierzeniec tego ostatniego. W swych inskrypcjach nazywał siebie „królem świata”. Za jego panowania wpływy Esznunny sięgały na zachodzie aż po tereny leżące nad rzeką Chabur. 